# 1971 RA
1971 RA är en asteroid i huvudbältet som upptäcktes den 15 september 1971 av den chilenske astronomen Carlos R. Torres och den franske astronomen Jean-Marc Petit vid Cerro El Roble Station.
Asteroiden har en diameter på ungefär 4 kilometer.